# Jardín botánico de Hartford
El jardín botánico de Hartford en inglés : Hartford Botanical Garden es un jardín botánico de 18 acres (73,000 m²) de extensión, en el interior del parque Colt de Hartford, Connecticut. 
Este arboreto y jardín botánico centra su interés en las plantas de la región, la ecología y el carácter del sudoeste de Nueva Inglaterra.

## Localización
El jardín botánico está adyacente al antiguo hogar de Samuel Colt, la mansión Armsmear.
Hartford Botanical Garden Wethersfield Avenue - Wawarme Ave., Hartford, Hartford County, Connecticut CT 09-37000, United States of America-Estados Unidos de América.
Planos y vistas satelitales.41°45′19.08″N 72°40′26.4″O / 41.7553000, -72.674000
Se encuentra abierto y accesible al público todos los días del año. 

## Historia
En lo que era el patio trasero de la mansión del magnate armero Samuel Colt , que se extiende desde un punto alto en Armsmear, en Wethersfield Avenue, a la fábrica de Colt, cerca del río Connecticut, que abarca unas 250 hectáreas de antiguas llanuras aluviales conocidos como los Prados del Sur. Desde su casa-torre de piedra rojiza, que recuerda a una villa italiana, la familia Colt veía la distintiva cúpula azul con forma de cebolla de su arsenal en la distancia, más allá de los confines de sus extensos y cuidados jardines.
A lo largo de la frontera norte de su propiedad, ahora marcada por "Stonington Avenue", Colt mandó construir una serie de invernaderos que el "Hartford Courant" proclamó en 1869 "por sus frutos y flores fueron igualados por pocos, en su caso, en el país". Los famosos invernaderos Colt pudieron proporcionar sus propias piñas para las cenas.
La crónica del Courant pasa a describir los estanques, senderos, y "matas de follaje raras" que componen la finca, donde en sus buenos tiempos Colt produjo más de 2.000 libras de uvas de muchas variedades, además de melocotones, nectarinas, higos, fresas y pepinos.
Según Hosley, que montó un espectáculo Colt popular en el Wadsworth hace unas décadas, dijo que Colt quería "deslumbrar a todos" con su propia versión de Versalles en su patio trasero, con fuentes, esculturas y un cercado con ciervos. Más allá de las seis hectáreas o menos de cuidados jardines, había campos abiertos con huertos de manzanas y peras y ganado pastando todo ello componiendo una bucólica estampa entre Armsmear y la fábrica de armas.
Se está ejecutando un plan para construir el primer jardín botánico de Connecticut en 18 acres de los mismos terrenos que los Colt tenían de jardín a lo largo de Avenida Wethersfield en el borde occidental del parque Colt y está entrando en su fase final. Lisa Musumeci, presidente de la junta de "The Botanical Garden Project Hartford", se reunió con los representantes de la firma local de arquitectura del paisaje "Tai Soo Kim Partners" el 27 de agosto del 2007 para poner los toques finales en el plan maestro del jardín botánico.
En los planes a largo plazo está previsto la construcción de un invernadero de gran tamaño, la atracción principal en la mayoría de los jardines botánicos, donde se montan exposiciones de plantas raras durante todo el año, pero la primera fase se centrará en la limpieza y los cultivos de las zonas cercanas a los edificios Colt existentes a un costo de 1 millón a 2 millones de dólares, según Musumeci. La primera fase también se restaurarán los "caminos" existentes de árboles plantados por la familia Colt.

## Colecciones
El jardín botánico se centra en el "Colt memorial", las antiguas caballerizas y casa de campo del jardinero de la finca Colt y no interferirá con los campos de juego muy utilizados en el parque. 
Contará con colecciones de plantas:
- Plantas de uso culinario,
- Plantas amantes de la sombra
- Plantas ornamentales, entre otros,